# Mattie Silks
Mattie Silks, o Martha Ready (1846 – 7 de enero de 1929), fue una prostituta y madam a finales del siglo XIX en el Viejo Oeste.

## Primeros años
Silks nació en Fayette County, Pensilvania y se crio en Indiana. Después de trabajar como prostituta en Abilene, Texas y Dodge City, Kansas, se convirtió en la madam de un burdel en Springfield, Illinois en 1865 a la edad de 19 años. Se convirtió en una de las madams más conocidas del Oeste, teniendo burdeles lujosos en Dodge City, Georgetown, Colorado y Denver, Colorado, donde la demanda de mujeres era alta debido a la fiebre del oro de Colorado.

## Vida en Denver
Silks fue descrita como hermosa, de rostro redondo, rubia de ojos azules, pequeña y regordeta, con espíritu y naturaleza competitivas. Compró su primer burdel en Holladay Street (actual Market Street) a Nellie French por 13,000 dólares y sufrió la dura competencia de otros burdeles. En cierto momento, ella y otra madam, Kate Fulton, protagonizaron el primer duelo registrado en Denver entre dos mujeres. Además de dirigir burdeles rivales, ambas comenzaron una relación con el mismo hombre, Cortez Thomson, un empresario local. Las dos fallaron su objetivo, pero la bala de Silks alcanzó a uno de los presentes, nada menos que el mismo Thomson, hiriéndole levemente. En 1884, cuando él quedó viudo, se casaron. Cuando Thomson murió en 1900, Silks le pagaría el mejor funeral, ataúd y lápida.
De 1877 a 1897 su elegante burdel en una casa de tres pisos fue el más exitoso en Denver y Silks fue conocida como la “Reina del barrio rojo de Denver”. En 1898, la madam Jennie Rogers abrió la House of Mirrors y rápidamente la superó. Jennie Rogers murió en 1909, tras lo cual Silks adquirió la popular House of Mirrors por 14,000 dólares. Continuó trabajando como madam, viajó, e invirtió en inmuebles, haciéndose una mujer muy rica.
Contrató a "Handsome" Jack Ready como su portero. Era mucho más joven que ella y se casó con él septuagenaria, en 1923. Silks falleció en 1929 por complicaciones tras una caída donde se rompió la cadera. Muy pocas personas asistieron a su funeral. Está enterrada bajo el nombre de Martha Ready, junto a su marido Cortez Thomson, en el bloque 12-parcela 31, del Cementerio de Fairmount en Denver. Aunque a lo largo de una carrera de cuarenta años había ganado millones, Silks dejó solo 4,000 dólares en inmuebles y 2,500 dólares en joyas.